# Zweinstein
Zweinstein (Engels: Hogwarts), voluit Zweinsteins Hogeschool voor Hekserij en Hocus-Pocus (Engels: Hogwarts School of Witchcraft and Wizardry), is een kasteel en toverschool uit J.K. Rowlings zevendelige boekenserie Harry Potter.
Het kasteel bestaat uit zeven verdiepingen en heeft verschillende torens (waaronder de Uilenvleugel en de Astronomietoren). Het kasteel staat in Schotland, maar is met zoveel toverkracht omgeven dat geen enkele Dreuzel (niet-tovenaar) het kan vinden. Er zijn onder meer een bibliotheek, een aantal klaslokalen, een grote binnenplaats, een tuin en een grote eetzaal (de Grote Zaal) met een hoog plafond, waarin vijf lange houten tafels staan. Op het terrein bevinden zich verder het Verboden Bos, een zwerkbalveld, een groot meer, het huisje van Hagrid en drie kassen. De schoolkinderen zijn verdeeld over vier afdelingen, die elk hun eigen slaap- en woonvertrek hebben in het kasteel. De afdelingen zijn Griffoendor, Huffelpuf, Ravenklauw en Zwadderich. Elke afdeling heeft haar eigen karakter, en er is veel competitie tussen de vier.

## Geschiedenis van Zweinstein

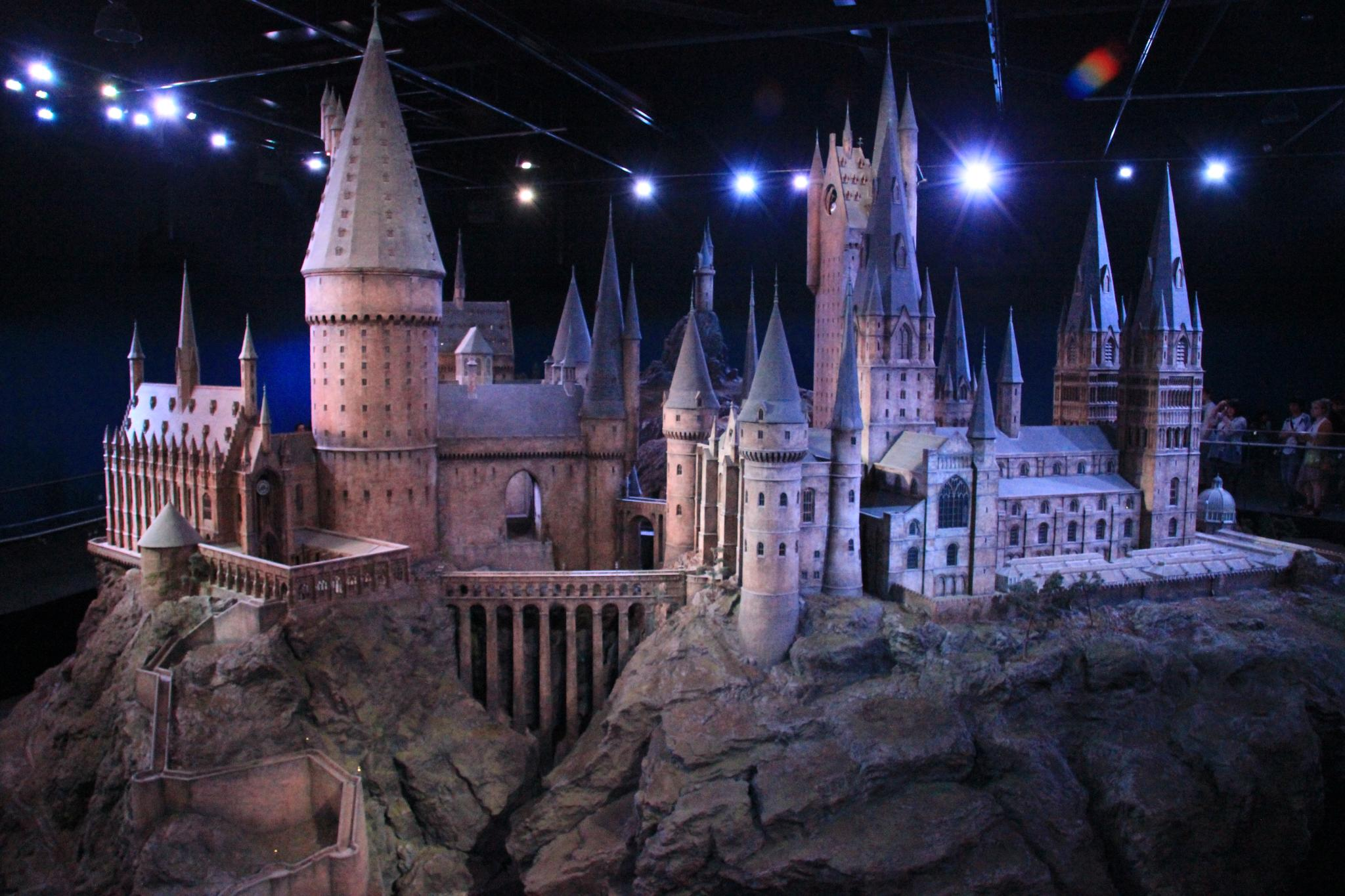
Schaalmodel van Zweinstein (schaal 1:24), zoals dat in de films werd gebruikt

Zweinstein is meer dan duizend jaar geleden gesticht door de grootste tovenaars van die tijd: Goderic Griffoendor, Helga Huffelpuf, Rowena Ravenklauw en Zalazar Zwadderich. Door de heksenjachten in die tijd werden de vier stichters gedwongen het kasteel onzichtbaar te maken voor Dreuzels. Dit ging in eerste instantie goed, maar na enkele jaren ontstond er onenigheid tussen Zwadderich en de andere drie stichters. Zwadderich was namelijk van mening dat alleen leerlingen uit zuiver magische families mochten worden toegelaten.
Zwadderich verliet de school, maar bouwde voor zijn vertrek nog een geheime kamer. Hij verzegelde deze kamer zo, dat alleen zijn ware erfgenaam deze zou kunnen openen, namelijk met behulp van Sisselspraak (een zeldzaam magisch talent). Deze erfgenaam zou dan het monster in de Geheime Kamer (een basilisk) kunnen gebruiken om alle niet zuiver-magische leerlingen te doden. Gedurende lange tijd werd de Geheime Kamer slechts een legende geacht; in het boek Harry Potter en de Geheime Kamer bleek niets minder waar. Inmiddels is de basilisk echter om het leven gebracht.
In Harry Potter en de Halfbloed Prins vermoordt Professor Sneep Professor Perkamentus voor Draco Malfidus (aangezien Draco dat niet durfde) en wordt de leiding van school overgenomen door Professor Anderling. In het zevende boek is Professor Sneep het schoolhoofd.

## Het schoollied
Zweinstein heeft een schoollied. Iedereen mag het lied op zijn eigen melodie en tempo zingen. Het schoolhoofd laat met behulp van zijn toverstok de tekst zien.
In de verlengde versie van de film Harry Potter en de Vuurbeker wordt het lied gezongen (dit is een van de delen die niet uit het boek afkomstig zijn).
De Sorteerhoed zingt elk jaar een ander lied. Ron Wemel, de beste vriend van Harry Potter, denkt dat de Hoed het hele jaar door een lied bedenkt om op de eerste schooldag te zingen.
Harry heeft pas in het vierde boek door dat het elke keer een ander lied is. Dit komt doordat hij in het tweede en derde jaar niet bij de sorteerceremonie was.

## Afdelingen van Zweinstein

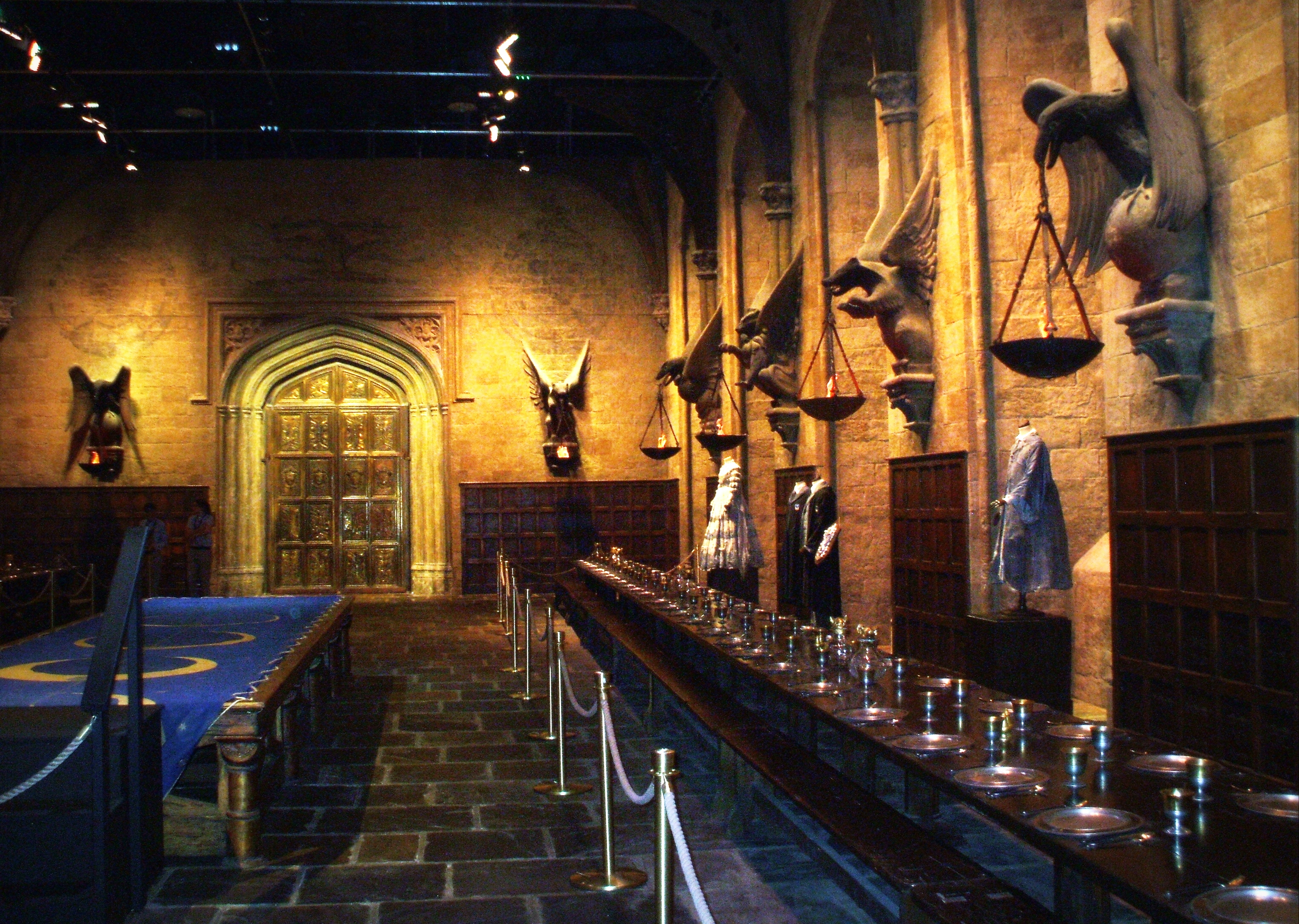
Filmset van de Grote Zaal, Zweinstein

De vier stichters van Zweinstein vonden ieder bepaalde karaktereigenschappen erg belangrijk. Ze verdeelden de leerlingen in vier groepen en gaven ieder aan een van die groepen les.
- Griffoendor koos zeer moedige leerlingen uit.
- Ravenklauw koos zeer intelligente en creatieve leerlingen uit.
- Zwadderich koos zeer ambitieuze of sluwe leerlingen van enkel zuiver bloed uit.
- Huffelpuf koos de vlijtigste leerlingen uit en gaf bovendien les aan leerlingen die niet door de andere drie stichters werden uitgekozen.

De scheiding in vier afdelingen bestaat tot op de dag van vandaag. De vier stichters hebben een hoed op magische wijze intelligentie geschonken, zodat deze de taak om alle nieuwe leerlingen over de vier afdelingen te verdelen over kon nemen. De hoed wordt dan ook de Sorteerhoed genoemd. Opmerkelijk is overigens, dat de hoed zelf liever een vereniging van de afdelingen zou zien. Hij is bang dat de vierdeling Zweinstein niet ten goede komt, zeker niet als er ook nog eens vijanden (zoals Heer Voldemort) buiten Zweinstein zijn.
De verschillende afdelingen hebben elk een eigen leerlingenkamer en slaapzalen. Verder kent Zweinstein een puntensysteem: triomfen leveren afdelingspunten op; overtredingen zorgen voor puntenaftrek. De afdeling met de meeste punten wint aan het einde van elk schooljaar de afdelingsbeker.
|                                                       | Griffoendor | Huffelpuf | Ravenklauw | Zwadderich |
| ----------------------------------------------------- | --- | --- | --- | --- |
| Bekend om                                             | Dapperheid, ridderlijkheid, durf en moed | Harde werkers die trouw en geduldig zijn | Bij de pinken, geleerd, flinke dosis gezond verstand | Sluw en schuwt echt niets, zolang het doel maar wordt bereikt |
| Oprichter                                             | Goderic Griffoendor | Helga Huffelpuf | Rowena Ravenklauw | Zalazar Zwadderich |
| Afdelingskleuren                                      | Rood (keel) | Geel | Blauw (azuur) | Groen (sinopel) |
| Afdelingskleuren                                      | Goud | Zwart (sabel) | Brons | Zilver |
| Afdelingswapen                                        | In keel een leeuw van goud | In geel een omziende das van natuurlijke kleur | In azuur een adelaar van brons | In sinopel een slang van zilver |
| Afdelingsgeest                                        | Heer Hendrik van Malkontent tot Maling (Haast Onthoofde Henk) | De Dikke Monnik | Helena Ravenklauw (De Grijze Dame) | De Bloederige Baron |
| Afdelingsedelsteen                                    | Robijn | Diamant (volgens Rowling in interview) | Saffier | Smaragd |
| Element                                               | Vuur | Aarde | Lucht | Water |
| Leerlingenkamer                                       | In de toren van Griffoendor, die op de zevende verdieping is; deze wordt bewaakt door een portret van de Dikke Dame, die alleen opzij gaat als men het juiste wachtwoord geeft. | In dezelfde gang waar de keukens zich bevinden. Daar in de rechterhoek ligt een grote stapel vaten. Tik op het vat, twee van onder, het midden van de tweede rij, in het ritme van 'Helga Huffelpuf' en het deksel zal opzwaaien. Wie het niet op de juiste manier doet, wordt overgoten met azijn. De leerlingenkamer ligt een verdieping onder de grond, waar door het raam gras en paardenbloemen te zien zijn. | In de Westertoren. Wie het juiste antwoord op een cryptisch raadsel geeft wordt binnengelaten. | Vlak bij de kerkers, onder in het kasteel van Zweinstein. In de leerlingenkamer heerst een groene gloed, doordat de kamer onder het grote meer gelegen is. De leerlingenkamer is te bereiken door bij een muur het juiste wachtwoord te geven. |
| Afdelingshoofd                                        | Professor Minerva Anderling | Professor Pomona Stronk | Professor Filius Banning | Tot aan de lente van 1997 professor Severus Sneep. Zijn opvolger is professor Hildebrand Slakhoorn, die eerder ook al hoofd van Zwadderich was. Professor Sneep werd in boek 7 schoolhoofd. |
| Tovenaars en heksen die op deze afdeling zitten/zaten | Lijst van Griffoendors - Eelco Abeel - Minerva Anderling - Katja Bell - Belinda Broom - Rick Cools - Dikke Dame - Lily Evers - Simon Filister - Hermelien Griffel - Rubeus Hagrid - Hendrik van Malkontent tot Maling - Gerard Hoepel - Angelique Jansen - Leo Jordaan - Andre Kolk - Dennis en Kasper Krauwel - Marcel Lubbermans - Remus Lupos - Natalie Munter - Parvati Patil - Albus Perkamentus - Peter Pippeling - Olivier Plank - Jimmy Postelijn - James Potter - Harry Potter - James Sirius Potter - Molly Protser - Demelza Rovers - Jacques Sippe - Alicia Spinet - Magnus Stoker - Daan Tomas - Regina Valster - Nebula Vilijn - Vicky Volkers - Arthur Wemel - Bill, Charlie en Percy Wemel - Fred en George Wemel - Ron en Ginny Wemel - Roos Griffel-Wemel - Hugo Griffel-Wemel - Sirius Zwarts | Lijst van Huffelpuffers - Hannah Albedil - Suzanne Bonkel - Lena Braafjens - De Dikke Monnik - Walter Doedijns - Joost Flets-Frimel - Carlo Kannewasser - Kuipers - Laura Maansteen - Ernst Marsman - Sappelaar - Newt Scamander - Zacharias Smid - Smulders - Stalpeert Jr. - Pomona Stronk - Nymphadora Tops - Vincent Wapenaar - Rosa Zeller                                                                    | Lijst van Ravenklauwen - Sextus Aardveil - Filius Banning - Terry Bootsman - Amanda Brokkeling - Cho Chang - Robbie Davids - Marina Elsdonk - Fortuin - Anton Goldstein - Patricia Hazelaar - Jammerende Jenny - Eddie Kamerling - Kanters - Michel Kriek - Loena Leeflang - Xenofilus Leeflang - Melissa Maanzaat - Padma Patil - Pieren - Helena Ravenklauw - Gladianus Smalhart - Lisa Turpijn - Ellen Vrolijk | Lijst van Zwadderaars - Arduin - Bakzijl - Gerard van Beest - Melchior Beulsvreugd - Margriet Bullemans - Rabastan van Detta - Rodolphus van Detta - Astoria Goedleers - Daphne Goedleers - André Hilarius - Hondsdraf - Marcus Hork - Vincent Korzel - Krodde - Karel Kwast - Draco Malfidus - Lucius Malfidus - Scorpius Malfidus - Theodoor Noot - Dorothea Omber - Patty Park - Albus Severus Potter - Adriaan Punnik - Edwin Roselier - Sijmen Sikkepit - Hildebrand Slakhoorn - Severus Sneep - Urnveld - Valom - Marten Asmodom Vilijn (Heer Voldemort) - Delphini Vilijn - Warrel - Maarten Wildeling - Nova Wolters - Wrakking - Benno Zabini - Bellatrix Zwarts - Narcissa Zwarts - Firminus Nigellus Zwarts - Regulus Zwarts |

## Lesvakken/personeelsleden
| Lesvak                                           | Docent |
| ------------------------------------------------ | --- |
| Vliegles                                         | - Madame Hooch |
| Astronomie                                       | - Aurora Sinistra (vanaf boek 1) |
| Toverdranken                                     | - Severus Sneep (t/m boek 5) - Hildebrand Slakhoorn (vanaf boek 6) |
| Verzorging van Fabeldieren                       | - Silvanus Staartjes (t/m boek 2) - Rubeus Hagrid (vanaf boek 3) - Wilhelmina Varicosus (plaatsvervangster voor Hagrid in boek 4 en 5) |
| Waarzeggerij                                     | - Sybilla Zwamdrift (tijdelijk ontslagen in boek 5) - Firenze (vanaf boek 5, samen met Sybilla Zwamdrift) |
| Bezweringen                                      | - Filius Banning (vanaf boek 1) |
| Kruidenkunde                                     | - Herbert Bokma (in de tijd van Perkamentus) - Pomona Stronk (vanaf boek 1) - Marcel Lubbermans (19 jaar later, eind boek 7) |
| Verweer tegen de Zwarte Kunsten                  | - Quirinus Krinkel (boek 1, na zijn wereldreis) - Gladianus Smalhart (boek 2) - Remus Lupos (boek 3) - Bartolomeus Krenck Jr. (vermomd als Alastor Dolleman) (boek 4) - Dorothea Omber (boek 5) - Severus Sneep (boek 6) - Amycus Kragge (boek 7; hij doceerde "Zwarte Kunsten") |
| Geschiedenis van de Toverkunst                   | - Professor Kist (vanaf boek 1; hij is een geest) |
| Dreuzelkunde                                     | - Quirinus Krinkel (voor zijn wereldreis) - Clothilde Bingel (t/m boek 6) - Alecto Kragge (boek 7) |
| Voorspellend Rekenen                             | - Septima Vector |
| Leer der Oude Runen                              | - Bathsheba Babbling (Nederlandse naam onbekend) |
| Gedaanteverwisseling                             | - Albus Perkamentus (voor december 1956, dus voor de komst van Minerva Anderling) - Minerva Anderling (vanaf december 1956) |
| Taak                                             | Personeelslid |
| Schoolhoofd                                      | - Armando Wafelaar (in de tijd dat Marten Asmodom Vilijn op Zweinstein leerling was) - Albus Perkamentus (t/m boek 6, tijdelijk afgezet als schoolhoofd in boek 2 en 5) - Minerva Anderling (boek 2, plaatsvervangster na het vertrek van Perkamentus) - Dorothea Omber (boek 5, plaatsvervangster na het vertrek van Perkamentus) - Minerva Anderling (aan het einde van boek 6) - Severus Sneep (boek 7) - Minerva Anderling (na boek 7) |
| Plaatsvervangend Schoolhoofd                     | - Minerva Anderling (als Perkamentus schoolhoofd is) - Alecto Kragge (als Sneep schoolhoofd is) - Amycus Kragge (als Sneep schoolhoofd is) - Dorothea Omber(als Perkamentus schoolhoofd is) |
| Conciërge                                        | - Argus Vilder |
| Bibliothecaresse                                 | - Irma Rommella |
| Schoolverpleegster                               | - Poppy Plijster |
| Zwerkbalscheidsrechter                           | - Madame Hooch |
| Jachtopziener, sleutelbewaarder en terreinknecht | - Rubeus Hagrid |

Vlieglessen worden alleen gegeven in het eerste jaar. Omdat eerstejaars zelf niet een bezem mee mogen nemen, leren ze vliegen op een schoolbezem.
Voor het derde schooljaar moeten alle leerlingen nog minimaal twee vakken kiezen. Ze hebben de keuze uit:
- Dreuzelkunde
- Leer der Oude Runen
- Voorspellend Rekenen
- Verzorging van Fabeldieren
- Waarzeggerij

## Grote Zaal
De Grote Zaal is de belangrijkste ruimte van Zweinstein. Er vinden naast het eten en drinken ook verschillende andere activiteiten plaats, zoals een speciaal Kerst- en Halloweenfeest. Voor deze gelegenheden wordt de Grote Zaal speciaal versierd. De Grote Zaal bestaat normaal gesproken uit vijf lange tafels, een voor elke afdeling en een voor de leraren en andere personeelsleden. Aan het begin van een nieuw schooljaar vindt ook de Sorteerceremonie plaats in de Grote Zaal.
Tijdens het ontbijt bezorgen uilen de post van leerlingen in de Grote Zaal, hoewel deze post ook op een ander moment bezorgd kan worden.
Tijdens het einde van het vijfde en zevende leerjaar worden de belangrijke S.L.IJ.M.B.A.L. en P.U.I.S.T. examens afgenomen in de Grote Zaal. De lange afdelingstafels worden dan ingeruild voor vele tafeltjes en stoelen.
Het plafond van de Grote Zaal is speciaal betoverd en ziet er altijd uit als de hemel erboven.

## Aantal leerlingen
Het totaal aantal leerlingen is niet bekend. In een interview met J.K Rowling over het maken van de film, heeft ze het over 750 à 1000 leerlingen en dat dat problemen opleverde voor de productie van de films. Zowel het aantal figuranten is veel om steeds mee te werken en de grote hal van Zweinstein zou enorm groot moeten worden. Vandaar dat in de films wordt gewerkt met 300 leerlingen.
Gegevens uit de boeken leveren hooguit een paar aanwijzingen op. Het aantal eerstejaars (van de vier afdelingen) van Harry's jaar dat genoemd wordt, bij het sorteren en in de loop van het verhaal, is 29 (zie deze pagina). Maar het is ook aannemelijk dat de schrijfster niet iedereen benoemt.
Een duidelijker aanwijzing is de eerste vliegles in het eerste boek: Griffoendor en Zwadderich hebben gezamenlijk les en er liggen twintig bezems klaar. Dat zou betekenen dat een afdeling ongeveer tien leerlingen zou bevatten. Als dat gemiddeld zou zijn, is een totaal van 280 leerlingen aannemelijk. Ook in De Geheime Kamer is zo'n aanwijzing. Griffoendor en Huffelpuf hebben gezamenlijk les bij het verpotten van de Mandragora's en er liggen twintig oorwarmers klaar. Een derde aanwijzing is de eerste les van professor Lupos aan de klas van Harry. Het gaat om het verwijderen van een Boeman. Acht leerlingen van Griffoendor gaan de confrontatie aan met de boeman, alleen Harry en Hermelien niet. Er is geen aanleiding te denken dat er meer dan tien leerlingen in de klas zitten.
Het is natuurlijk goed mogelijk dat in eerdere jaren een groter aantal leerlingen per leerjaar is en dan vooral omdat in het jaar dat Harry is geboren er nog al wat tovenaars gedood zijn, maar ook voor lange tijd gevangen zijn gezet (Dooddoeners). Het aantal geboorten zal daardoor zeker in negatieve zin beïnvloed zijn. Daar staat tegenover dat de omvang van de tovenaarswereld onbekend is.
Het blijft speculatie, maar zelfs als het aantal leerlingen per afdeling per jaar vóór Harry's jaar 20 zou zijn, is het totaal aantal leerlingen (wanneer Harry aan zijn eerste jaar begint) niet meer dan 520 (40 in Harry's jaar en 6 × 80 = 480 in de andere schooljaren).

## Voedsel
Het voedsel wordt klaargemaakt in de keukens van Zweinstein en wordt bereid door honderden Huiselfen. De keukens bevinden zich direct onder de Grote Zaal en er staan vier tafels waar het eten op staat. Deze tafels in de keuken staan direct onder de tafels in de Grote Zaal. Het eten wordt op bevel van het schoolhoofd opgediend op de tafels in de keuken en verschijnt dan op magische wijze direct op de tafels van de Grote Zaal.
De keuken kan worden bereikt door de deur rechts van de marmeren trap te nemen. Achter deze deur is een gang, die doorgelopen moet worden tot het schilderij met de fruitmand. Om in de keukens te komen moet de peer in deze fruitmand worden gekieteld; deze zal gaan giechelen en vervolgens veranderen in een handvat.
In het zesde boek wordt Knijster, de oude huiself van Sirius Zwarts en na diens dood huiself van Harry, medewerker in de keuken. Andere bekende huiselfen als Dobby en Winky werken daar dan al. De elfen worden volgens Hermelien heel slecht behandeld.

## Zwerkbalcup
Elk jaar wordt er op Zweinstein om de Zwerkbalcup gestreden tussen de vier afdelingen. Er worden in totaal zes Zwerkbalwedstrijden gespeeld in het speciaal daarvoor bestemde stadion, nabij de school gelegen. In het tweede jaar van Harry Potter op de school wordt het toernooi geannuleerd door de verschijning van de basilisk. In het vierde boek wordt het toernooi niet gespeeld vanwege het internationale Toverschool Toernooi.

## Examens
Aan het einde van elk schooljaar zijn er examens. Elke leerling moet deze afnemen, en alleen als deze slaagt mag hij of zij verder naar het volgende jaar. Wie niet slaagt, blijft zitten en zal het schooljaar over moeten doen.
Er zijn twee speciale examens: de S.L.IJ.M.B.A.L.len (Schriftelijke Loftuiting wegens IJver, Magische Bekwaamheid en Algeheel Leervermogen) aan het einde van jaar vijf, en de P.U.I.S.T.en (Proeve van Uitzonderlijke Intelligentie en Superieure Toverkunst), aan het einde van jaar zeven. Deze examens zijn extra druk, moeilijk en belangrijk. Voor de vakken waarvoor een voldoende gehaald is kan de leerling doorgaan voor een P.U.I.S.T, hoewel er ook leraren zijn die alleen studenten met 'Uitmuntend',  'Boven Verwachting' of hoger toelaten om voor hun vak een P.U.I.S.T. te halen. De beoordelingen zijn:
- Voldoende:
  - Uitmuntend
  - Boven Verwachting
  - Acceptabel
- Onvoldoende:
  - Slecht
  - Dieptreurig
  - Zwakzinnig

Of de beoordelingen voor de P.U.I.S.T.-examens hetzelfde zijn, is onbekend.
Een aantal resultaten van personages:
- Hermelien Griffel: Tien S.L.IJ.M.B.A.L.len: Negen maal Uitmuntend, één Boven Verwachting
- Harry Potter: Zeven S.L.IJ.M.B.A.L.len, waaronder één keer Uitmuntend (Verweer tegen de Zwarte Kunsten), twee onvoldoendes
- Ron Wemel: Zeven S.L.IJ.M.B.A.L.len, geen uitmuntend, twee onvoldoendes
- Marcel Lubbermans: Op z'n minst vier S.L.IJ.M.B.A.L.len, waaronder één Uitmuntend op Kruidenkunde
- Fred en George Wemel: Allebei drie S.L.IJ.M.B.A.L.len
- Albus Perkamentus haalde maximaal elf S.L.IJ.M.B.A.L.len, omdat hij geen waarzeggerij volgde
- Bill Wemel, Percy Wemel, en Bartolomeus Krenck Jr. haalden allen twaalf S.L.IJ.M.B.A.L.len

## Klassenoudste en Hoofdmonitor
Elke afdeling telt twee Klassenoudsten, een jongen en een meisje uit het vijfde jaar of zesde jaar. Zij hebben een leidinggevende functie en dienen ervoor te zorgen dat leerlingen zich aan de regels houden. Hoofdmonitoren moeten dit ook doen, maar hebben een hogere status (ze mogen bijvoorbeeld punten aftrekken) en er zijn bovendien maar twee Hoofdmonitoren op de hele school (een jongen en een meisje). Klassenoudsten en Hoofdmonitoren zijn te herkennen aan hun speciale badge. Klassenoudste of Hoofdmonitor worden is geen garantie ook, aangezien er maar twee Hoofdmonitoren op de hele school zijn. Iemand kan wel Hoofdmonitor worden als hij geen Klassenoudste is geweest (zoals Harry's vader).

## Sluipwegwijzer
De sluipwegwijzer is een bijzonder accurate kaart van Zweinstein. Alle geheime gangen staan afgebeeld, behalve de Kamer van Hoge Nood. Hij toont niet alleen de kamers en de geheime gangen, maar ook de personen die er lopen. De kaart is op het moment in bezit van Harry Potter, die hem van Fred en George Wemel kreeg, die hem weer gestolen hebben van Argus Vilder. De kaart werd gemaakt door James Potter, Sirius Zwarts, Remus Lupos en Peter Pippeling, die hiervoor de namen Gaffel, Sluipvoet, Maanling en Wormstaart gebruikten. De kaart wordt geactiveerd door er met de toverstok op te tikken en te zeggen 'Ik zweer plechtig dat ik snode plannen heb', en wordt gedeactiveerd door te zeggen 'Snode plannen uitgevoerd' en er weer met de toverstok op te kaart tikken. Ook kan hij zichtbaar gemaakt worden met de spreuk die Sneep gebruikte toen hij de kaart afnam van Harry. Het is dan alleen wel zo dat de echte kaart er niet op komt te staan, maar een bericht van Gaffel, Sluipvoet, Maanling en Wormstaart. Wat er op de kaart komt te staan is een gedachte aan diegene van wat ze op dit moment denken, die bezwering werkt ook nog als de persoon in kwestie gestorven is.

## Bescherming
Zweinstein is de veiligste plaats in de toverwereld. Het kasteel is beschermd door heel wat spreuken en bezweringen.
- Dreuzelafstotende spreuken: Als een dreuzel naar Zweinstein kijkt ziet hij een ruïne met een bordje "gevaar, geen toegang, vallend gesteente".
- Spreuken waardoor men op het terrein van Zweinstein niet kan Verschijnselen.
- In boek 3 wordt het kasteel ook beschermd door dementors omdat men vreest dat Sirius Zwarts het kasteel zal proberen binnen te dringen. Achteraf blijkt de bescherming tevergeefs te zijn want Sirius weet toch het kasteel binnen te komen doordat hij een faunaat is (iemand die in een dier kan veranderen)
- Vanaf boek 5 wordt Zweinstein ook beschermd door spreuken waardoor men niet van buitenaf het terrein op kan vliegen met bezem, Terzieler, of zonder iets (dit doet heer Voldemort als hij Harry achterna zit in deel 7). Het terrein vliegend verlaten kan wel, aangezien Sirius Zwarts met een Hippogrief ontsnapt aan het eind van deel 3 en een aantal leden van de Strijders van Perkamentus op Terzielers vanuit hun leefomgeving op het domein naar Londen reizen in deel 5. In boek 2 zijn Harry en Ron met de vliegende Ford Anglia het terrein binnengevlogen. In deel 6 kunnen Harry en Perkamentus wel naar Zweinstein vliegen op bezems (als ze het Duistere Teken zien) nadat Perkamentus tijdens de vlucht tijdelijk de beschermende bezwering heeft uitgeschakeld.

## Andere toverscholen
Naast Zweinstein bestaan ook nog de volgende scholen:
- Klammfels (Uiterste noorden van Europa)
- Beauxbatons (Frankrijk)
- Castelobruxo (Brazilië)
- Ilbermorger (Noord-Amerika)
- Koldovstoretz (Rusland)
- Mahoutokoro School of Magic (Japan)
- Uagadou School of Magic (Oeganda)

## Trivia
- In het vijfde stripalbum van DirkJan (2001) wordt Zweinstein geparodieerd als Geinstein, een school voor kinderen die later stripfiguur willen worden.
- De wapenspreuk van Zweinstein luidt Draco dormiens nunquam titillandus, wat vrij vertaald Kietel nooit een slapende draak betekent.
- In het laatste deel van de Harry Potter-reeks, Harry Potter and the Deathly Hallows, is Zweinstein ernstig beschadigd geraakt in de strijd tegen Voldemort.
- Een deel van de films van Harry Potter is opgenomen bij Alnwick Castle dat als decor diende van Zweinstein.